# Parafia św. Michała Archanioła w Wojciechowicach
Parafia św. Michała Archanioła w Wojciechowicach znajduje się w dekanacie kłodzkim w diecezji świdnickiej. Była erygowana w XIV w. Jej proboszczem jest ks. Janusz Garula.
Z parafii tej w 2016 została wydzielona osobna parafia pw. św. Jana Pawła II w dzielnicy Kłodzka Owcza Góra, gdzie zbudowano nowy kościół.